# 근비대

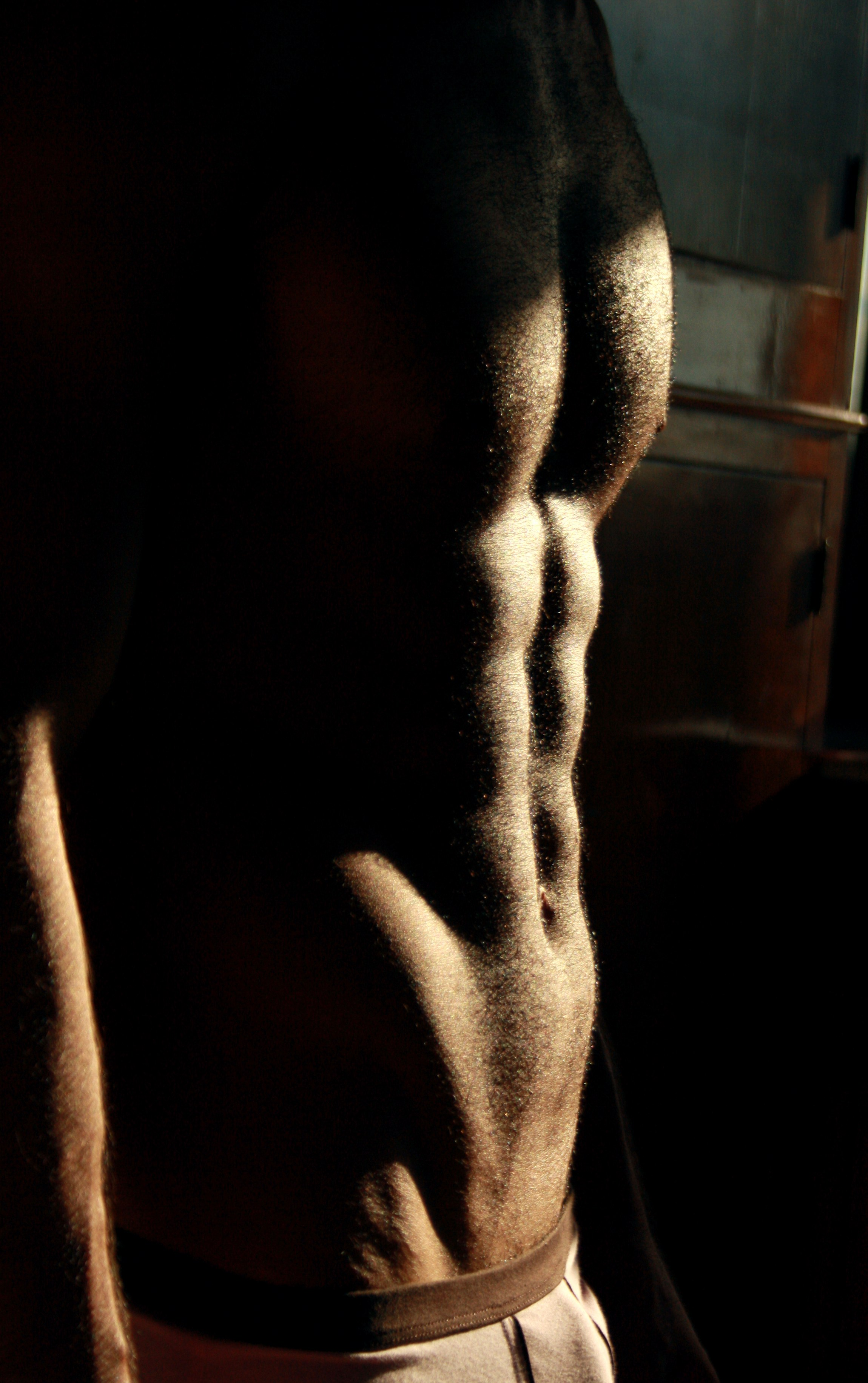
체육인들은 강화 훈련, 다이어트, 영양 보충을 조합하여 근비대를 유도한다.

근비대(筋肥大, 영어: muscle hypertrophy) 혹은 근육 만들기(영어: muscle building)는 근세포(myocyte) 크기 성장을 통한 골격근(skeletal muscle)의 크기가 비대(hypertrophy)하거나 증가를 의미한다. 근육 글리코겐(glycogen) 저장 증가에 주목하는 근형질 비대(sarcoplasmic hypertrophy), 근원섬유(myofibril) 크기 증가에 더 주목하는 근원섬유 비대(myofibrillar hypertrophy), 이 두 요소가 근비대에 기여한다. 보디빌딩(bodybuilding) 활동의 주요 부분이다.

## 근비대 자극
다양한 자극은 근세포(muscle cell)의 부피를 늘릴 수 있다. 이 변화들은 무산소 운동에서 힘(force)을 발생시키거나 피로에 저항하는 능력을 늘리는데 기능하는 적응적 반응으로서 발생한다.

### 근력운동

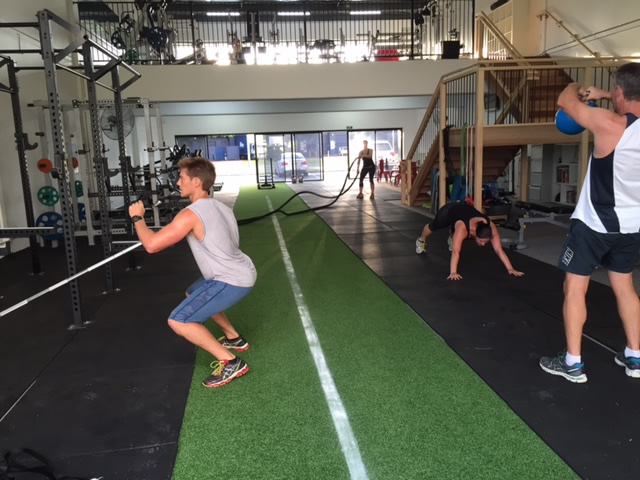
근력운동(strength training)은 근비대 조절에 사용된다.

근력운동(strength training) 혹은 저항운동(resistance training)은 자발적 근수축(voluntary muscular contraction)을 통하여 힘을 가하는 운동선수의 능력을 증대시키는 신경 적응(neural adaptation) 및 근육 적응(muscular adaptation)을 발생시킨다. 최초의 신경-근육 적응기 이후, 근절(筋節, sarcomere, 횡문근 근원섬유 반복 단위) 혹은 수축요소(contractile element, CE, 미오신 필라멘트와 악틴 필라멘트를 아우름)를 만들어내고 근형질 유체(sarcoplasmic fluid) 등의 비수축요소를 늘림으로써 근조직은 늘어난다.
근비대는 힘을 들이는 정도인 운동자각도(rating of perceived exertion, RPE)를 높은 수준으로 유지하기 위하여 운동을 계속 이어나가면서 저항(resistance)이나 반복횟수(repetition)를 점진적으로 증대시키는 전략인 점진적 과부하(progressive overload)를 통해 유도될 수도 있다. 그러나, 정확한 기제는 명백하게 밝혀지지 않았다. 최근 널리 수용되고 있는 가설들에서는 기계적장력(mechanical tension), 대사성 피로(metabolic fatigue), 근육 손상(muscular damage)을 조합한 것을 보여준다.
근비대는 파워리프팅(powerlifting), 축구, 역도(Olympic weightlifting) 등 경쟁성 보디빌딩에서 중요한 역할을 한다.

### 무산소훈련
근성장(muscle growth) 달성에 관한 최고 방식에 대하여서는 여전히 논쟁 중이다. 근력, 힘, 지구력을 획득하는 것에 주목하는 것은 제외한다. 일반적으로 지속적인 무산소 근력 훈련은 장기간동안 근비대는 물론 근력과 근지구력에 대한 영향력도 발생시킨다고 본다. 근비대는 근력 트레이닝(strength training)과 기타 단기간 고강도(short-duration, high-intensity)의 무산소 운동(anaerobic exercise)을 통해서 증대될 수 있다. 저강도 장기간(Lower-intensity, longer-duration)의 유산소 운동(aerobic exercise)은 효과적인 조직비대(tissue hypertrophy)를 가져오지는 않는다. 대신, 지구성 운동선수(endurance athlete)들은 지방과 탄수화물의 근육 내 저장량늘 높이며, 신혈관화(新血管化, neovascularization) 혹은 혈관신생 능력을 늘리기도 한다.

## 일시적 팽창
운동 중, 대사적으로 활발한 곳에 혈류량이 증가하면 일시적으로 근육 크기가 증가하는 현상이 발생하는데, 이를 펌핑되었다(pumped up, 혹은 getting a pump)고 한다. 운동 후 약 2시간 뒤부터 7-11일 동안 조직 손상에 회복되면서, 근육은 염증반응(inflammation response)으로 팽창한다. 장기적인 근비대는 근육구조의 영속적 변화를 통해 발생한다.

## 근비대에 영향을 주는 요인들
DNA나 성별 등 생물학적 요소, 영양, 훈련 등은 근비대에 영향을 줄 수 있다.
유전적 특성의 개인차는 근육량의 차이에 대하여 대부분 설명한다. 행동 유전학의 연구와 유사한 고전 쌍둥이 연구 설계는 무지방 신체질량(lean body mass, LBM)의 개인간 차이의 약 53%, 근섬유 비율의 개인차는 약 45%가 유전된다고 평가하였다.

테스토스테론(testosterone)은 근비대 증강에 도움을 준다.

사춘기 남학생에게 근비대는 증가하는 모습을 보인다. 자연적인 근비대는 10대 후반에 완전힌 성장을 멈춘다. 테스토스테론(testosterone)은 신체의 성장호르몬-이상민(growth hormone) 중 하나인 만큼, 평균적으로 남성은 여성보다 근육의 절대량에서 근비대가 훨씬 쉬우며, 평균적으로 여성보다 근육량을 60% 정도 더 가지고 있다. 아나볼릭 스테로이드(anabolic steroid) 형태로 테스토스테론을 추가로 섭취하면 근비대를 증강할 것이다. 또한 스테로이드는 경기력 향상 약물(performance-enhancing drug)로도 인정되어, 이를 사용하는 선수들은 시합을 연기하거나 출전이 금지될 수 있다. 또한 테스토스테론은 대부분 국가에서 의학적으로 규제받는 약물로, 처방전 없이 소지하는 것은 불법이다. 아나볼릭 스테로이드 사용은 고환위축증이나 심장마비, 여성형유방증(gynecomastia)을 일으킬 수 있다.
칼로리가 타는 것보다 소비될 때, 긍정적인 에너지 밸런스는 신진대사(anabolism), 그리고 근비대에 필요하다. 단백질 필요가 증가하면, 특히 가지사슬 아미노산(BCAA, branched-chain amino acid)은 근비대 체력 훈련에서 보이는 단백질 합성 증가에 필요하다.
빈도, 강도, 총질량과 같은 근력훈련에서, 다양한 훈련은 근비대 증가에 직접 영향을 주기도 한다. 이러한 훈련 운동들을 점진적으로 늘리는 것은 근비대를 가져올 것이다.

## 자극 관련 단백질 합성 및 근세포 생물학에서의 변화

### 단백질 합성

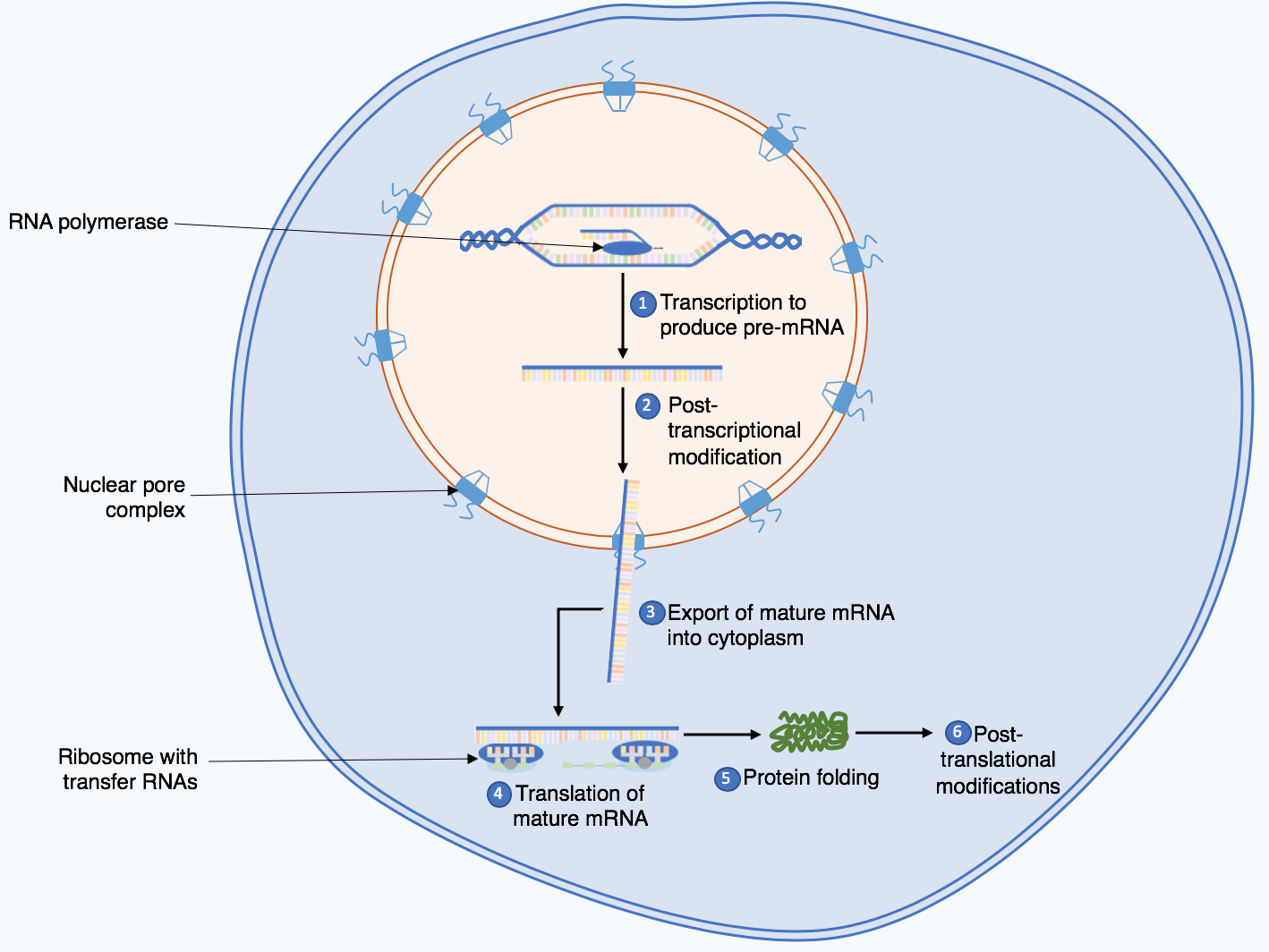
세포핵(nucleus) 내에서 전사(transcription) 및 전사후 변이(post-transcriptional modification)부터 시작하는 단백질 생합성(protein biosynthesis), 이후 성숙된 mRNA는 자신이 전사되는 세포질(cytoplasm)로 배출된다. 그리고 나서 폴리펩타이드 연쇄(polypeptide chain)는 접히고 전사후에 변이된다.

메시지(message, 아미노산이 단백질 합성을 하는 순서를 지정하는 유전 정보)는 유전자 발현(gene expression)의 패턴을 바꾸고자 빠져나간다. 추가적인 수축성 단백질(contractile protein)은 근세포 내에 있는 근절(sarcomere) 사슬인 근원섬유(myofibril)로 합쳐진다. 근원섬유가 얼마나 커질 수 있을지에 대한 한계가 있는 것으로 보인다. 어느 시점에서 근원섬유는 분열된다. 이 사건들은 각 근섬유 내에서 발생하는 것으로 보인다. 즉 근비대는 근세포 수의 증가가 아니라 각 근세포의 성장을 통해 성취한다는 것이다. 그러나 골격근 세포는 여러 세포핵을 수용할 수 있고 세포핵의 숫자가 늘어날 수 있다는 점에서 신체 내에서 독특하다.
코르티솔(cortisol)은 근조직의 아미노산(amino acid) 흡수를 줄이고 단백질 합성을 억제한다. 영양 섭취가 충분히 이뤄진 청소년 남성의 경우, 저항운동 이후에 발생하는 단백질 합성의 단기적 증가는 약 28시간 후에 정상으로 돌아간다. 다른 연구는 근육 단백질 합성은 운동 후 72시간동안 상승한다고 하였다.
청년과 노인에게 수행한 한 작은 실험에서는, 340g의 저지방 소고기(단백질 90g)를 섭취하는 것은 113g의 저지방 소고기(단백질 30g) 섭취보다 근육 단백질 합성을 증가시키지 않는다는 점이 보였다. 두 그룹에서 근육 단백질 합성은 50%까지 증가하였다. 연구는 노인이나 청년에게서 한끼 식사당 30g이상의 단백질은 근육 단백질 합성 자극을 더 올리지는 않는다고 결론내렸다. 그러나, 이 연구는 운동과 관계 지은 단백질 합성은 확인하지 않았다. 따라서 이 연구 결론은 논쟁 중에 있다. 한 과학 문헌의 2018 리뷰에서는 저지방의 근조직을 만들기 위해, 체중 1kg 당 최소 단백질 1.6g이 필요하며, 하루에 4차례의 식사나 간식으로 나누어서 단백질을 섭취할 수 있다.
보디빌더에게 하루에 체중 1kg 당 2-4g의 단백질을 섭취하는 것을 권고하는 것도 흔하다. 그러나, 과학 연구 문헌에서는 체중 1kg 당 1.8g 이상의 단백질 섭취가 근비대에 더 큰 효과가 없는 만큼 2-4g은 필요한 양보다 높다고 말한다. 2002년 미국스포츠의학대학(American College of Sports Medicine)이 수행한 한 연구에서는, 운동선수는 하루에 체중1kg 당 1.2–1.8g의 단백질을 섭취하라고 권하였다. 반대로, 마우로 디 파스칼레(Mauro Di Pasquale)의 2008년 연구에서는 최근 연구들을 인용하여, 경쟁스포츠나 강렬한 오락스포츠에 종사하면서 체중은 늘리지 않으면서 무지방 신체 질량을 최대화하고다 하는 사람들은 하루에 체중 1kg 당 최소 단백질 2.2g을 섭취해야 한다고 추천한다. 그러나 근력 사용 종목에 종사하는 운동선수들은 더욱더 체성분(body composition)과 운동 수행 능력을 최대화할  필요가 있다. 체지방을 최소화하고 체성분을 최대화하려는 사람들에게 있어, 체급(weight class)이 있는 운동이나 보디빌딩의 경우, 일일 칼로리 섭취량 중 50% 이상을 단백질이 차지하는 것도 당연할 것이다.

### 미세외상

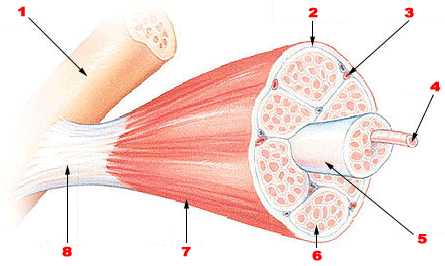
근섬유는 미세외상(microtrauma) 동안 미세하게 찢어질 것이다.

미세외상(microtrauma)은 근섬유에 생긴 작은 상처이다. 미세외상과 근성장 간의 정확한 관계는 완전히 밝혀지지는 않았다.
한 이론에서는 미세외상이 근성장에 중요하다고 한다. 웨이트 트레이닝(weight training)이나 기타 활발한 활동으로부터 미세외상이 발생하면, 몸은 과잉보상(overcompensating), 손상 조직 대체, 조직 추가라는 방식으로 응한다. 이를 통해, 반복된 외상의 리스크가 줄어든다. 근섬유 손상은 지연성 근통증(delayed onset muscle soreness, DOMS) 증상들의 원인으로 이론화되어 왔다. 또한 신체가 스트레스에 적응하여 더 저항하는 만큼, 근섬유 손상은 점진적 과부하가 근육 향상을 지속하는데 필수적이다.
그러나 근육 단백질 합성의 변화에서의 시간 경과와 근비대와의 관계에 관한 다른 연구는 근섬유 손상이 근비대와 무관하다는 것을 보여준다. 실제로 한 연구에서 연구자들은 근섬유 손상이 진정된 이후에야 근성장을 위한 단백질 합성이 이뤄진다는 것을 밝혔다.

## 근원섬유비대와 근형질비대

세포비대

보디빌딩이나 피트니스 업계, 혹은 학술서적에서는 골격근비대(skeletal muscle hypertrophy)는 근형질비대(sarcoplasmic hypertrophy)와 근원섬유비대(myofibrillar hypertrophy) 두 가지가 있다고 한다.틀:Qualify evidence 가설에 의하면, 근형질비대는 근세포 내 근형질유동(sarcoplasmic fluid)이 증가하지만 근력 증가는 없으나, 근원섬유비대는 액틴(actin)과 미오신(myosin)이라는 수용성 단백질(contractile protein)이 증가할 뿐 아니라, 근력과 근육 크기 모두 증가한다. 근형질비대는 근육 크기를 더 크게 하기 때문에 보디빌딩 선수의 근육에서 더 두드러지지만, 근원섬유비대는 전반적인 근력이 증가하기 때문에 역도 선수들에게 더 두드러지게 나타난다. 이 두 유형의 비대는 각자 별도로 나타나는 경우는 거의 없다. 유동이 크게 늘어나면서고 단백질이 조금 증가하는 경우도 있으며, 혹은 이 두 가지가 균형 있게 나타나는 경우도 있다.

## 스포츠
근비대 증가 사례는 프로스포츠에서 보이며, 권투, 역도, 종합격투기, 럭비, 프로레슬링, 체조운동 등 근력 관련 스포츠에서 특히 주로 보인다. 농구, 야구, 하키, 축구 등 상대적으로 스킬을 더 요하는 종목의 선수들 역시 자신의 포지션에 맞게 활동하고자 근비대 증강 훈련을 한다. 농구에서 센터(center)는 로우포스트(low post) 아래에 있는 상대팀 선수를 압도하기 위하여 근육 크기와 양을 늘리려 한다. 이러한 종목의 선수들은 근력 훈련은 물론 심혈관 증강 훈련(cardiovascular training)이나 근지구력 훈련(muscular endurance training)도 수행한다.

## 같이 보기

### 신체 기관 및 호르몬
- 가지사슬 아미노산(BCAA)
- 골격근
- 근형질
- 근원섬유
- 글리코겐
- 코르티솔
- 테스토스테론

### 운동 및 훈련
- 고강도 훈련
- 근력운동
- 무산소 운동
- 보디빌딩
- 복근운동
- 운동자각도
- 웨이트 트레이닝
- 유산소 운동
- 인터벌 트레이닝
- 점진적 과부하
- 피지컬 피트니스
- 호흡